# أوستراكون سقارة

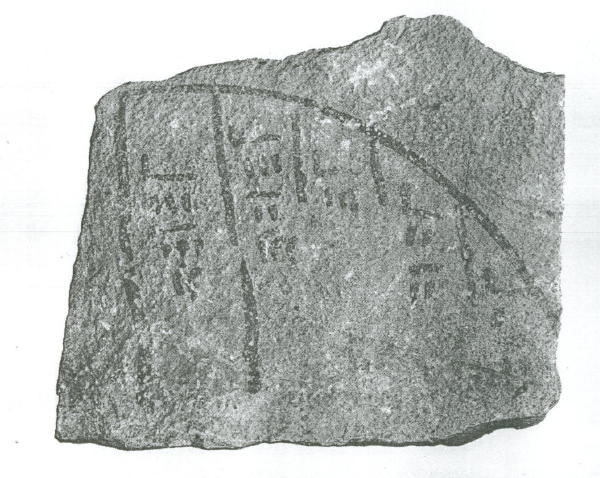
أوستراكون سقارة

أوستراكون سقارة هو شقفة مرسومة من الآثار المصرية القديمة تحتوي على رسومات معمارية تعود إلى فترة زوسر (القرن 27 قبل الميلاد). القطعة التي كانت موجودة في المتحف المصري بالقاهرة سابقًا، محفوظة الآن في متحف إمحوتب في سقارة.

## حفريات

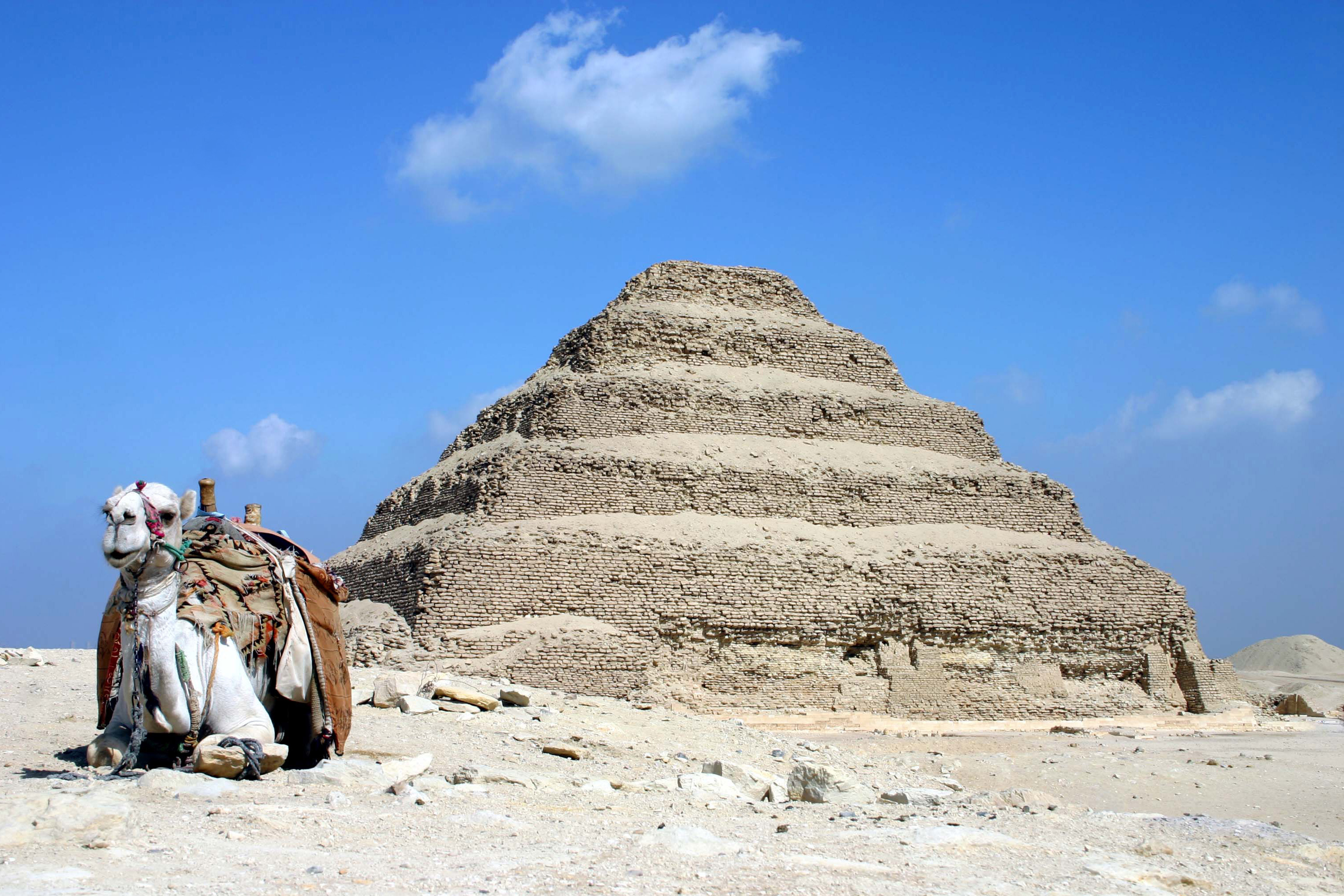
هرم زوسر في سقارة

عُثر على القطعة حوالي عام 1925 بجوار هرم زوسر في سقارة بمصر.

## وصف
يبدو أنه تقشر كامل من الحجر الجيري، على الرغم من أنه في بعض الأماكن يبدو أن أجزاء صغيرة من السطح قد ضاعت. يبلغ قياسها (15 × 17.5 × 5) سم، وتاريخها الأكثر احتمالاً هو فترة زوسر (حوالي القرن السابع والعشرون قبل الميلاد).

## وحدات قياس مذكورة
يذكر الأوستراكون عدة وحدات تستخدم تقليديا لقياس الطول:
- أذرع
- باطن اليد
- أصابع

## المنحنى
المنحنى يشبه قوس سلسال.